# Zygothuria lactea
Zygothuria lactea är en sjögurkeart som först beskrevs av Jakob Gustaf Gösta Theel 1886.  Zygothuria lactea ingår i släktet Zygothuria och familjen slangsjögurkor. Inga underarter finns listade i Catalogue of Life.